# Bindki
Bindki è una suddivisione dell'India, classificata come municipal board, di 34.197 abitanti, situata nel distretto di Fatehpur, nello stato federato dell'Uttar Pradesh. In base al numero di abitanti la città rientra nella classe III (da 20.000 a 49.999 persone).

## Geografia fisica
La città è situata a 26° 1' 60 N e 80° 35' 60 E e ha un'altitudine di 124 m s.l.m..

## Società

### Evoluzione demografica
Al censimento del 2001 la popolazione di Bindki assommava a 34.197 persone, delle quali 18.138 maschi e 16.059 femmine. I bambini di età inferiore o uguale ai sei anni assommavano a 4.572, dei quali 2.389 maschi e 2.183 femmine. Infine, coloro che erano in grado di saper almeno leggere e scrivere erano 22.044, dei quali 12.762 maschi e 9.282 femmine.